# Macroscincus coctei
Macroscincus coctei är en ödleart som beskrevs av  Duméril och BIBRON 1839. Macroscincus coctei ingår i släktet Macroscincus och familjen skinkar. IUCN kategoriserar arten globalt som utdöd. Inga underarter finns listade i Catalogue of Life.